# Gornji Krančići
Gornji Krančići su naseljeno mjesto u općini Prozor-Rama, Federacija Bosne i Hercegovine, BiH.

## Stanovništvo

### 1991.
Nacionalni sastav stanovništva 1991. godine, bio je sljedeći:
ukupno: 209
- Hrvati - 204
- Muslimani - 5

### 2013.
Nacionalni sastav stanovništva 2013. godine, bio je sljedeći:
ukupno: 81
- Hrvati - 81

## Vanjske poveznice
- Glosk.com.com: Gornji Krančići  Arhivirana inačica izvorne stranice od 30. rujna 2007. (Wayback Machine)